# Ji Minshang
Ji Minshang (纪敏尚S, Jì MǐnshàngP; Shandong, 11 gennaio 1971) è un ex cestista cinese.

## Carriera
Con la Cina ha disputato i Campionati del mondo del 1994, segnando 6 punti in 4 partite.